# 퍼펙트 (1985년 영화)
《퍼펙트》(영어: Perfect)는 미국에서 제작된 제임스 브리지스 감독의 1985년 로맨스 드라마 영화이다. 존 트러볼타, 제이미 리 커티스 등이 출연하였고, 제임스 브리지스 등이 제작에 참여하였다.

## 출연
- 존 트러볼타
- 제이미 리 커티스
- 매릴루 헤너
- 러레인 뉴먼
- 스테펀 기어라시
- 앨마 벨트랜
- 폴 켄트
- 머피 던
- 케네스 웰시
- 첼시 필드
- 폴 버레시
- 로니 클레어 에드워즈
- 칼리 사이먼
- 로런 허턴

## 기타 제작진
- 공동 제작: 잭 라슨
- 협력 제작: 조앤 에드워즈
- 배역: 하워드 퓨어, 제러미 리처
- 미술: 마이클 D. 핼러
- 의상: 마이클 캐플런